# 劉鍾英 (萬曆進士)
劉鍾英（16世紀—17世紀），字俊卿，號太凝，黃州府麻城縣人，明朝政治人物。

## 生平
劉鍾英在萬曆三十七年（1610年）中舉人，四十一年（1614年）成進士，禮部觀政，改翰林院庶吉士，四十六年授检讨，四十七年纂修起居注。當時正值梃擊案使朝臣沸騰，他上奏：「皇上誠慈，皇太子誠孝，不能為君父留餘地嗎？」第二天，太子朱常洛果然下令：「張差癲人打死就算了，外廷還有什麼話說？」眾人佩服他的見識。天啟元年（1621年）他到福建主持鄉試，二年养病。三年京察，五年降为山西按察司知事，本年升行人司左司副，升尚寶司丞，六年升南京國子監司業。崔呈秀、田吉等人不滿他不依附閹黨，被削籍为民，和楊漣、左光斗、周宗建、夏之令相繼入獄。
某天都御史梅之煥憤恨閹黨所為，說：「我到北京說句話，和楊漣他們一起死。」劉鍾英從容地說「為忠義忘記自身，無疑抱薪救火。假如唐朝李訓、鄭注有狄仁傑的學問，仇士良又怎會殺二王一妃四宰相呢？」梅之煥因此釋懷。
崇禎元年（1628年）他得起用為司經局洗馬，歷升詹事府詹事，遷官禮部右侍郎，协理詹事府事，二年教习庶吉士，三年升左侍郎，四年改任南京吏部侍郎，再上疏乞養雙親，八年以拾遺致仕，因病歸鄉。他個性敦厚，不喜歡聽人過失，任官不附附朋黨、不憑關係得好處、不越權上言。

## 引用
1. 1 2  光緒《重修麻城縣志·卷十九·耆舊志二》：劉鍾英，字俊卿，號大凝，萬厯癸丑進士，官翰林。值梃擊東宮一案，舉朝沸騰，或勸上章公曰：「皇上誠慈，皇太子誠孝，忍不為君父留餘地耶？」明旦，太子果下令曰：「張差癲人打死便了，外廷何得有如許話說？」眾乃服其識。天啟辛酉典試閩闈，崔田等嗔不附黨削籍歸，自是楊左周夏以次逮獄。
2. ↑  光緒《重修麻城縣志·卷十四·選舉志一》：（萬曆）三十七年 己酉（舉人） ……劉鍾英
3. ↑  《萬曆四十一年癸丑科進士履歷》：劉鍾英，太凝，春秋房，丁丑八月十三日生。麻城人，己酉鄉試十六名，会试六十三名，三甲一百四十七名。礼部政，改翰林院庶吉士，戊午授检讨，己未起居注纂修，辛酉付建主考，壬戌养病，癸亥京察，乙丑降山西按察司知事，本年升行人司左司付，升尚寶司丞，丙寅升南國子監司業，为民，戊辰起司经局洗马，升占事，升礼部右侍郎，协理占事，己巳教习庶吉士，庚午升左侍郎，辛未改南吏部右侍郎，乙亥拾遺致仕。曾祖木，庠员。祖子勳，庠生。父幼城，庠生。
4. ↑  光緒《重修麻城縣志·卷十九·耆舊志二》：一日，都御史梅之煥憤甚過，某言謂：「往京一語，伴楊左諸君死。」公從容為言：「忠激忘身，無疑抱薪救火。向使唐李訓、鄭注少濟以狄梁公之學問，何至仇士良殺二王一妃四宰相耶？」梅意乃解。崇禎戊辰起洗馬、司業、祭酒，尋遷禮部侍郎，再疏乞養疾歸。性醇篤，不喜聞人過，居官不附黨、不沾名、不越職言事。